# Algológia
Az algológia, más néven fikológia (latin, görög) vagy moszatkutatás a botanika azon ága, mely az algák kutatásával foglalkozik.
A tudományág magyarországi szervezete a Magyar Algológiai Társaság.

## Történet
Bár az ókori görögök és rómaiak is ismerték az algákat, és a kínaiak egyes fajaikat ették is, tudományos tanulmányozásuk 1757-ben kezdődött el, amikor a Fucus maximust (ma Ecklonia maxima) Pehr Osbeck leírta és elnevezte. Ezt más tudósok, például Dawson Turner és Carl Adolph Agardh munkája követte, de csak a 19. században hozott létre J. V. Lamouroux és William Henry Harvey jelentős algacsoportokat. Utóbbit a „modern fikológia atyjának” is nevezik részben az algák pigment alapján 4 fő törzsbe való sorolásáért.
A 19. század végén és a 20. század elején vált önálló tudományterületté. Többek közt Friedrich Traugott Kützing folytatta a leírást. Japánban 1889-től Okamura Kintaró nemcsak részletes leírásokat írt a japán parti algákról, hanem elterjedésüket is alaposan elemezte. Bár Robert Kaye Greville az Algae Britannicaet 1830-ban közölte, csak az A Catalogue of the British Marine Algae közlésekor indult el a rekordok rendszeres megfeleltetése, elterjedés-feltérképezése és az azonosítók fejlesztése. 1899–1900 közt Anna Weber-van Bosse a Siboga-expedíción utazott, 1904-ben kiadta a The Corallinaceae of the Siboga-expeditiont.
1803-ban Jean Pierre Étienne Vaucher az algaizogámiáról írt, de a 20. század elején indult csak el a szaporodás és a fejlődés alaposabb tanulmányozása. Felix Eugen Fritsch 1935-ös és 1945-ös kötetei az akkor az algák morfológiájáról és szaporodásáról ismerteket összegezte. Ezt az 1950-es években területi ellenőrzések fejlesztése követte, melyet Mary Parke 1931-es Manx Algaeje, majd 1953-as A preliminary check-list of British marine algaeje vezetett. Bár Lily Newton 1931-es Handbookja volt a brit-szigeteki algák azonosítását célzó első könyv, csak az 1960-as években indult el rutinszerűen ezek fejlesztése. Az 1980-as években az ökológia újra hangsúlyos lett, egyre jobban tanulmányozták az algaközösségeket és az algák helyét a nagyobb növényközösségek közt, valamint a földrajzi eltérések magyarázatát.

## Algológusok
- Kiss Keve Tihamér (1943), az első magyar algológiai tankönyv írója[1]
- Nagy-Tóth Ferenc (1929–2022)